# Jean Jacques Rambonnet

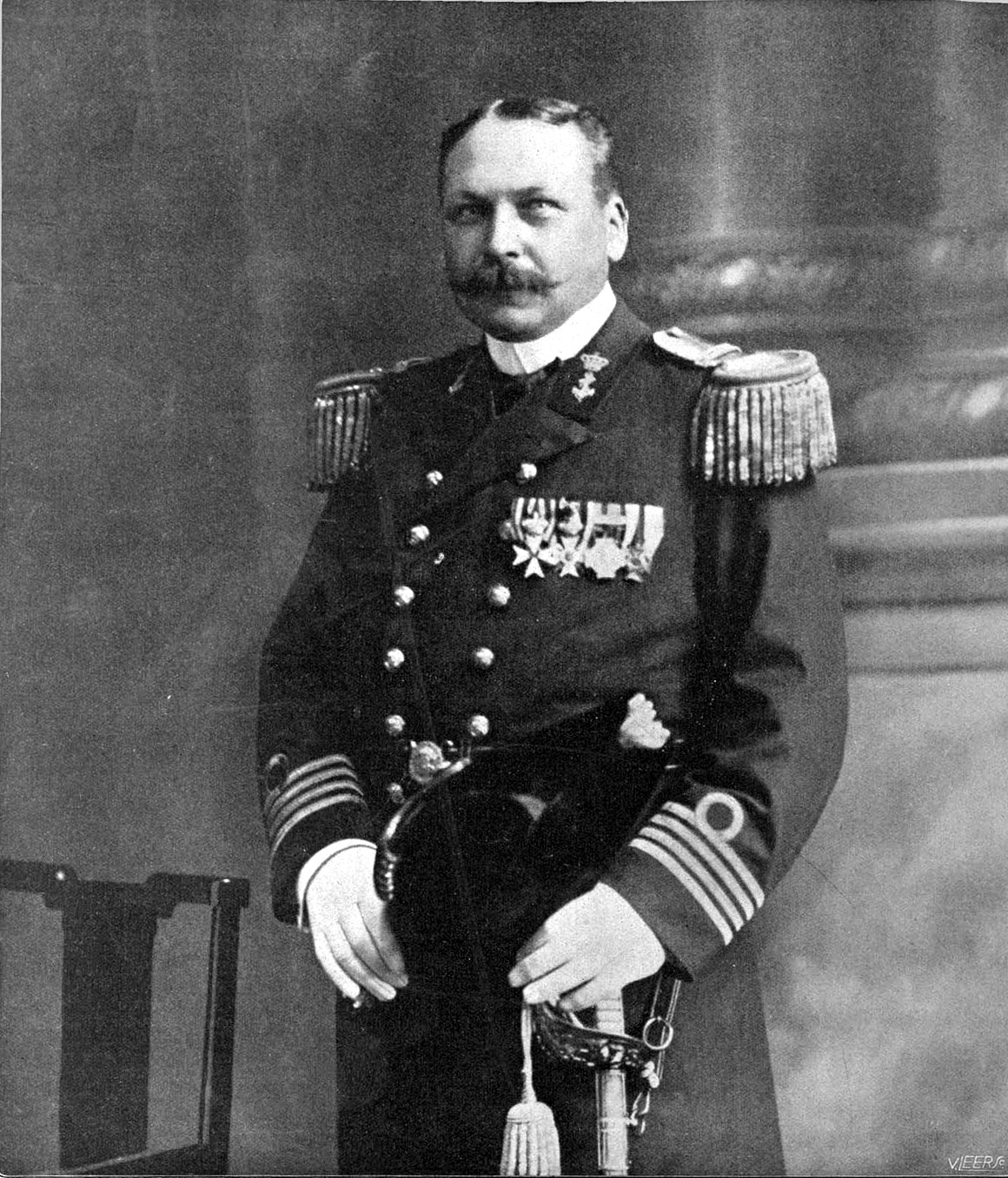
Kapitän zur See Jean Jacques Rambonnet (1911).

Jean Jacques Rambonnet (* 8. März 1864 in Wijhe, Provinz Overijssel; † 3. August 1943 in Rotterdam) war ein niederländischer Seeoffizier der Koninklijke Marine und liberaler parteiloser Politiker, der im Kabinett Cort van der Linden unter anderem zwischen 1913 und 1918 Marineminister sowie 1917 kurzzeitig kommissarischer Kriegsminister war. In seiner Position als Marineminister musste er sich während des Ersten Weltkrieges mit Angriffen auf niederländische Schiffe und mit Forderungen von Kriegführenden bezüglich des Schiffsverkehrs auseinandersetzen. Ein Streit mit seinen Kabinettskollegen darüber, inwieweit diesen Forderungen entsprochen werden sollte, führte zu seinem Rücktritt, wobei sich Königin Wilhelmina nachdrücklich seinem Standpunkt anschloss. Er war von 1920 bis 1940 Mitglied des Staatsrates Raad van State und bekam 1922 den Titularrang eines Vizeadmirals verliehen.

## Leben
Jean Jacques Rambonnet, dessen Vater Frederic Louis Rambonnet (1827–1900) zwischen 1863 und seinem Tode 1900 Bürgermeister von Wijhe und zugleich von 1878 bis 1886 Abgeordneter der Provinciale Staten der Provinz Overijssel war, absolvierte eine Ausbildung zum Seeoffizier und fand in den folgenden Jahren zahlreiche Verwendungen als See- und Stabsoffizier. Als Kapitänleutnant (Luitenant ter zee der 1ste klasse) und Kommandant des Flottillenschiffs Hr. Ms. Mataram war er zwischen August und Oktober 1904 an der Niederschlagung einer Rebellion auf Flores sowie Adonara beteiligt und erhielt hierfür durch Königlichen Beschluss (Koninklijk Besluit) vom 17. März 1905 den Militär-Wilhelms-Orden IV. Klasse. Später war er Mitglied des Personalprüfungsausschusses der Koninklijke Marine. 

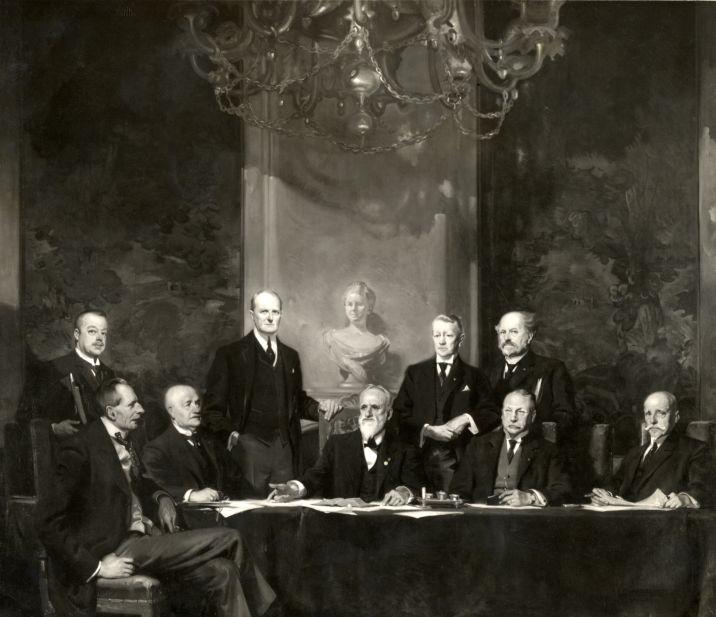
Jean Jacques Rambonnet (sitzend, 2. v.r.) mit den anderen Mitgliedern aus dem Kabinett Cort van der Linden.

Kapitän zur See (Kapitein ter zee) Rambonnet übernahm am 29. August 1913 im Kabinett Cort van der Linden den Posten als Marineminister (Minister van Marine). 1915 verteidigte er erfolgreich einen Flottenplan, der den Bau mehrerer Kreuzer und U-Boote zur Verteidigung Niederländisch-Ostindiens vorsah, jedoch weitgehend nicht umgesetzt wurde. Er wurde am 16. Juli 1917 Konteradmiral (Schout-bij-nacht) befördert. Nach einem Konflikt mit seinen Kollegen über einen Konvoi nach Niederländisch-Ostindien trat er am 28. Juni 1918 als Marineminister zurück. Seine Kabinettskollegen waren bereit, bestimmten britischen Anforderungen in Bezug auf Passagiere und Waren nachzugeben, während Rambonnet dagegen war. Sein Nachfolger als Marineminister wurde daraufhin Bonifacius Cornelis de Jonge von der Christelijk-Historische Unie (CHU). Königin Wilhelmina schloss sich nachdrücklich seinem Standpunkt an, lud ihn nach seiner Entlassung zu einer Audienz ein und ernannte ihn bis zum 1. Dezember 1918 zu ihrem Adjutanten im außerordentlichen Dienst (Adjutant in buitengewone dienst).
Nach dem Rücktritt von Kriegsminister Generalmajor Nicolaas Bosboom fungierte er vom 15. Mai bis zum 15. Juni 1917 auch als kommissarischer Kriegsminister (minister van Oorlog ad interim), woraufhin auch dieses Amt von Bonifacius Cornelis de Jonge übernommen wurde. Im Anschluss befand er sich bis zum 16. Januar 1920 ohne besondere Verwendung.
Durch Königlichen Erlass vom 7. Januar 1920 wurde Jean Jacques Rambonnet zum Mitglied des Staatsrates Raad van State, dem er vom 16. Januar 1920 bis zum 14. September 1940 angehörte. Im Staatsrat war er Mitglied Abteilung Wasserwirtschaft sowie der Abteilung Kolonien. Am 25. August 1922 wurde ihm der Titularrang eines Vizeadmirals (Vice-admiraal titulair) verliehen. 1929 wurde er als Chefscout Anführer der Pfadfinderbewegung De Nederlandsche Padvinders (NPV), die 1915 aus einer Fusion von Nederlandsche Padvindersorganisatie (NPO) und Nederlandsche Padvindersbond (NPB) entstanden war, und hatte diese Funktion bis November 1937 inne.
Aus seiner 1895 geschlossenen Ehe mit Marie Jeanne Arnoldine Antoinette Uhlenbeck (1873–1940) ging die Tochter Christine Elise Rambonnet (1897–1991) hervor.